# Sociétés guerrières cheyennes

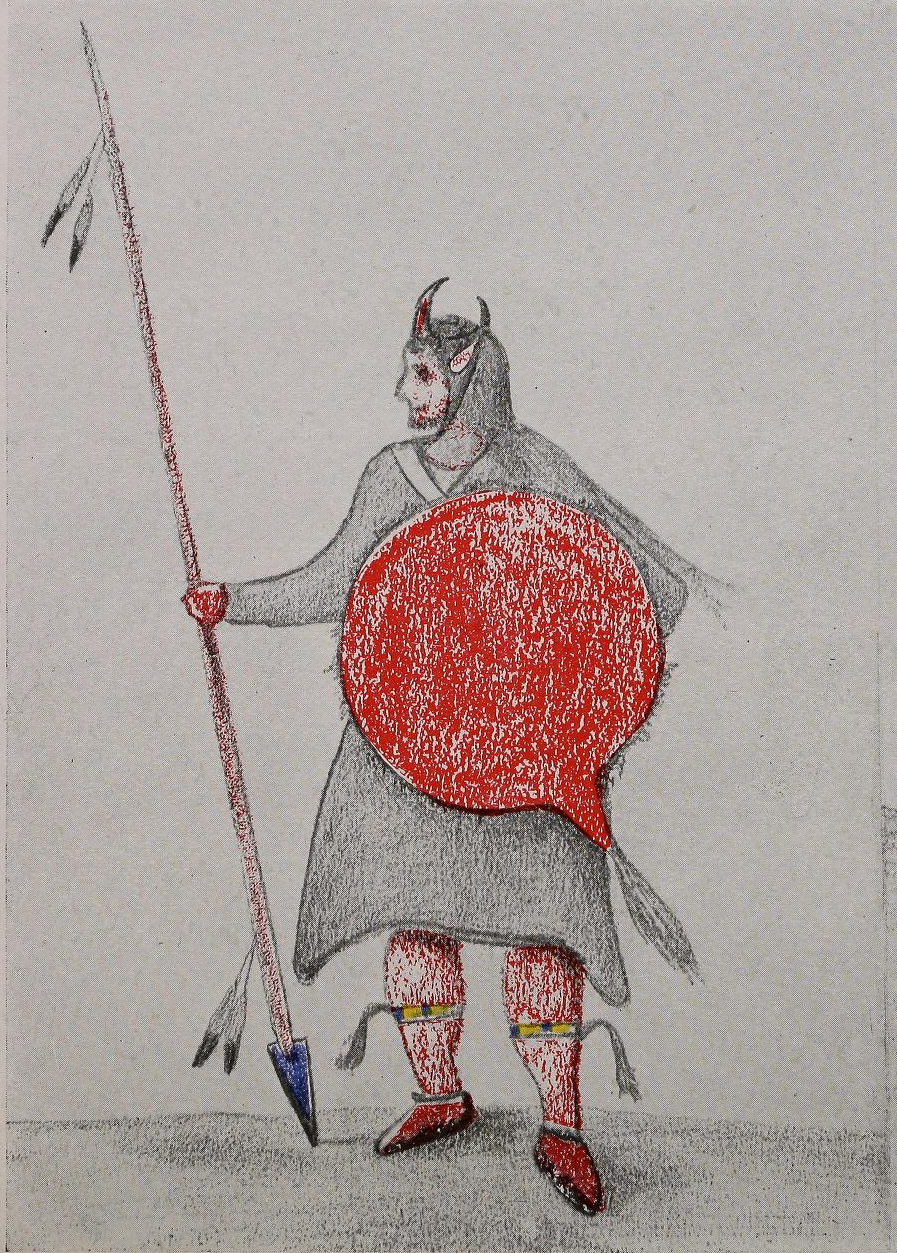
Un membre de la société guerrière cheyenne "Boucliers rouges".

Les Sociétés guerrières cheyennes, sont l'une des deux institutions traditionnelles tribales de gouvernance des Cheyennes, la seconde étant le Conseil des Quarante-Quatre. Alors que le conseil des chefs était responsable de l'ensemble de la gouvernance tant des tribus que de la Nation cheyenne, les chefs des sociétés guerrières sont responsables de maintenir la discipline au sein de la tribu, de la supervision des chasses et des cérémonies, ainsi que de fournir le commandement militaire. Historiquement, le conseil des Quarante-quatre choisissait l'une des six sociétés guerrières pour assumer ces fonctions; après une certaine période, les chefs pouvaient alors en choisir une autre.

## Quatre sociétés à l'origine
Le prophète de Médecine Douce a désigné les quatre premières sociétés guerrières cheyennes (pl. Nótȧxévėstotȯtse, sing. Nótȧxévestȯtse), qui avaient leur propre chants (nótȧxénootȯtse) et étaient dirigées par un chef (nótȧxévėhoneve). Au cours des âges, certaines ont développé des branches ou se sont transformées.

### Renard
La société des guerriers renards(Fox Warriors Society  ou Vóhkêséhetaneo o ou Monêsóonetaneo o), également connue comme le Renard rapide ou Kitfox (sing. Mónėsóonetane, pl. Mótsėsóonetaneo o; variante: sing. Vóhkėséhetane, pl. Vóhkėséhetaneo o). Cette société est présente dans les deux grandes divisions des Cheyennes, celle du Sud comme celle du Nord. La Société guerrière des Coyote (O'ôhoménotâxeo o) et la société des Pierres à fusils (Flintmen society)  (sing. Mótsėsóonetane, pl. Motsêsóonetaneo o) sont des branches de la société des renards. Au sein des Cheyennes du Nord les guerriers Kit Fox ont toujours proclamé leur supériorité sur les autres. ils avaient des liens étroits par mariages avec la Société des renards rapides (en Lakota: Toka lâ) affiliée à la famille des Sioux lakotas.

### Elan
La société des guerriers élans était aussi connue comme les Racleurs de cornes d'élan (Elk Horn Grattoirs ou Hémo'eoxeso), les Racleurs d'os, la société des bruits de sabots, les Têtes de lance, les Soldats bleus ou les Lances médecine,. Cette société était présente parmi les deux groupes du Nord et du Sud. C'était la société du célèbre guerrier Roman Nose, ainsi que du métis Cheyenne George Bent.

### Bouclier
La société des guerriers aux Boucliers (Ma'êhoohevaso), aussi connue comme les Boucliers Rouges (sing. Ma'ėhoohēvȧhtse, pl. Ma'ėhoohevase - 'Redshields, groupe paresseux. Lit: ongles rouges (boucliers)'). ou Renards roux. Cette société était à l'origine présente à la fois dans les groupes du Nord et du Sud. Aujourd'hui, elle n'existe plus que chez les Cheyennes du Nord. Les Guerriers Bisons (Buffalo warriors ou Hotóanótâxeo o), connus aussi comme Buffalo Bull ou Taureau, était une branche de la société des guerriers aux boucliers.

### Corde d'arc
Les Hommes aux cordes d'arcs (Hema'tanónėheo o, pl. Héma'tanóohese - 'Lit: ceux qui ont des cordes d'arcs'), également connus comme la Corde d'arc de l'homme chouette (Owl Man's Bowstring), car elle fut fondée par le guerrier cheyenne nommé Homme chouette. Cette société était à l'origine présente à la fois au Nord et au Sud de la communauté cheyenne. Aujourd'hui, elle n'est plus présente qu'au Sud sous un autre nom, la société des guerriers loups (Ho'néhenótâxeo o). Pour la Hommes aux cordes d'arcs, cette société s'est développée à partir de leur société au travers d'une vision données à l'Ami des chouette. Parmi les Cheyennes du Nord, les Guerriers Loups ont progressivement adopté le nom de Chiens fous (Hotamémâsêhao o). Les deux groupes - la Société des guerriers loups (Cheyennes du Sud) et les Chiens fous (Cheyennes du Nord) -  se considérant eux-mêmes comme constituant le même groupe, issu originellement des Hommes aux cordes d'arc.

## Cinquième société
La Société des Chiens guerriers (Hotamétaneo o), également connue comme celle des Hommes chiens. Cette société fut également appelée Société des Chiens soldats par les blancs. La société des Chiens guerriers fut créée à la suite d'une vision révélée après le départ du prophète de Médecine Douce. Cette société était à l'origine à la fois au Nord et au Sud du territoire Cheyenne. Aujourd'hui, elle n'existe plus qu'au Sud du territoire cheyenne
Les Chiens fous (Hotamémâsêhao o), aussi connus comme les Chiens insensées. Cette société est semblable à celle des Hommes aux cordes d'arc mais elle n'est présente que parmi les Cheyennes du Nord. Au sein des Cheyennes du Nord, les Chiens Guerriers et les Guerriers Loups ont fusionné. Cette fusion a entrainé la création d'un nouveau groupe de Chiens guerriers, alors appelés les Chiens Fous. Les Chiens Fous sont souvent considérés comme étant une sixième société plutôt qu'une branche de la cinquième. “...les membres imitaient coyote dans leur puissance, leur endurance, leur ruse et leurs activités. Ils devançaient leurs confrères des autres tribus dans les courses de longues distances, les jeux, etc. Il y avait environ 150 combattants dans cette société et un grand chef” (Dorsey, 1905, Vol.: 19).

## Sixième société
La Société des guerriers contraires (Hohnóhkao o), également connue comme la Société des cordes d'arcs inversées. Ses membres, les guerriers contraires, ont fait la preuve de leur bravoure en chevauchant à l'envers sur le champ de bataille.
La Société des contraires (sing. Hohnohka, pl. Hohnóhkao o), aussi connue comme la Société des clowns. Cette société s'appuie sur les mêmes principes spirituels que la Société des guerriers contraires. Elle était principalement composée de Cheyennes anciens et pourrait être perçue comme une version plus mature de la Société des guerriers contraires. Ils ont été chargés de l'enseignement des cérémonies cheyennes au moyen de la technique des ''faire' ''ne pas faire'', par le biais de l'humour, des sarcasmes et de la satire, d'une manière contraire à la culture des Cheyennes.

## Société guerrière de Femmes
Ehyophsta, qui combattit au cours de la Bataille de Beecher Island, était membre d'une société des "femmes qui étaient allées à la guerre avec leurs maris" (Grinnell). Cette qualification semble être erronée pour elle car elle est devenue guerrière après son veuvage. John Sipes Jr, historien récent des Cheyennes du Sud, a mentionné que son ancêtre Mochi (Cheyenne) était une guerrière de son propre fait, qu'elle disposait de son poney de guerre, de ses potions de guerre et qu'elle était aussi membre de cette société.